# Eucalyptus erythrocorys
Eucalyptus erythrocorys és una espècie de la família de les Mirtàcies d'Austràlia Occidental, la qual creix en la vegetació de tipus Mallee australià, una formació vegetal de tipus arbustiu, equivalent a un matollar mediterrani, on els arbres assoleixen poca alçada i amb nombroses tiges sortint directament del terra.

## Descripció

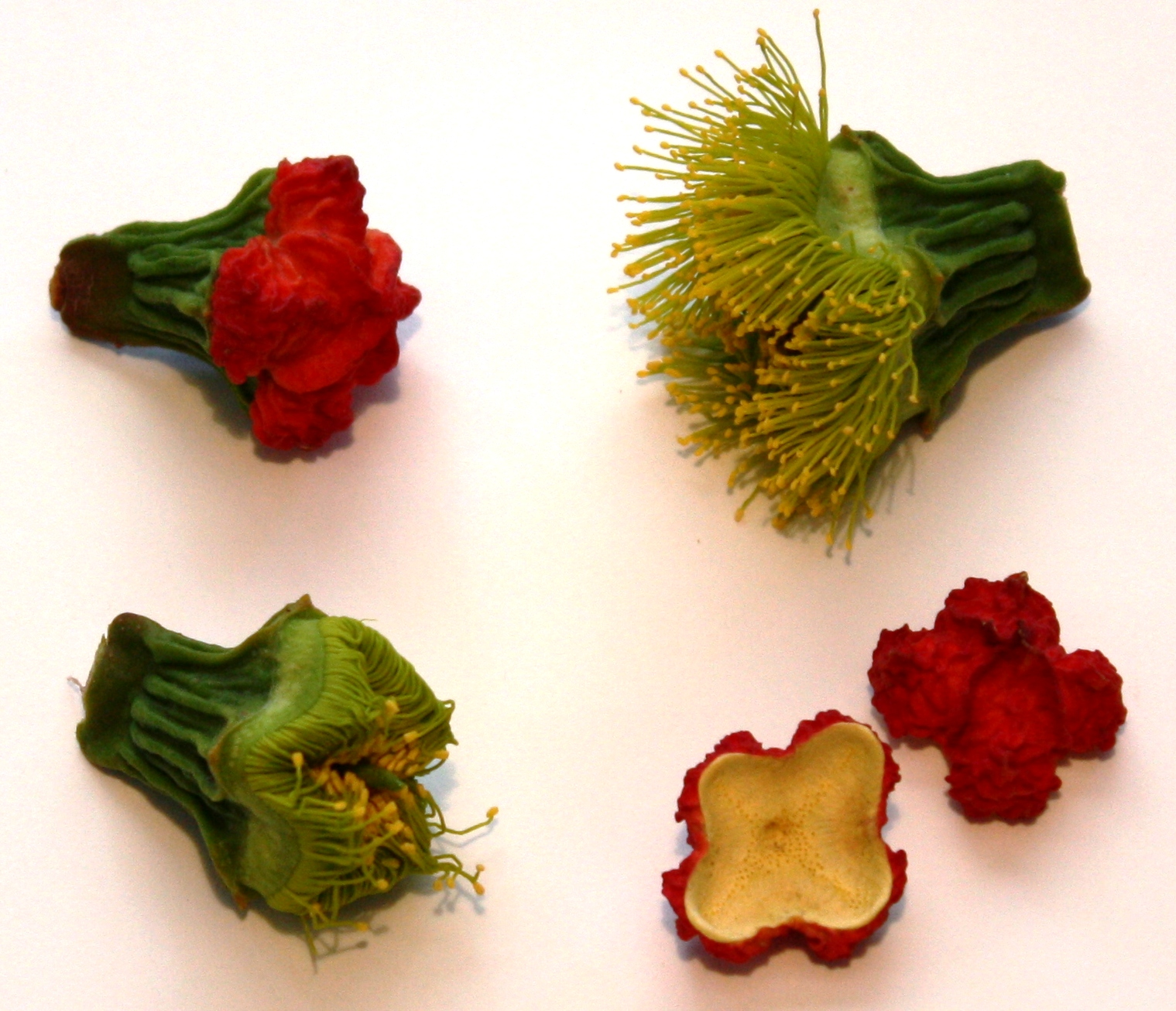
Flors i opercle.

És un petit arbre, d'entre 3 i 10 m d'alçada. L'escorça és llisa però pot tenir algunes zones rugoses on hi persisteix en lloc de caure. Destaca per les seves grans flors, les quals poden mesurar de 4 a 5 cm de diàmetre. Són de color groc brillant, essent recobertes pel color vermell brillant de l'opercle, que és la tapa del receptacle on es desenvolupa el fruit. Floreix de febrer a abril, tot i que també al llarg de l'any de manera esporàdica. Els estams s'organitzen en 4 paquets i els fruits són estriats amb la part superior vermella.

## Hàbitat
Creix a zones sorrenques de tipus calcari i poc profundes a prop de la costa.

## Taxonomia

### Etimologia
- Eucalyptus: prové del grec kaliptos, "cobert", i el prefix eu-, "bé", en referència a l'estructura llenyosa que cobreix i dona protecció a les seves flors.[3]
- erythrocorys: epítet que prové del grec a partir de la unió d'erythros que vol dir "vermell", i corys que vol dir "casc", en referència a l'opercle de la seva flor.[4][5]

#### Sinonímia
- Eudesmia erythrocorys F.Muell.[6]